# Supercoupe d'Irlande de football
La Supercoupe d'Irlande ou FAI Super Cup est une ancienne compétition de football en Irlande. Elle a été disputée quatre fois entre 1998 et 2001. La rencontre était jouée avant que la saison du Championnat d'Irlande de football ne débute généralement en juillet.
La première édition s’est déroulée sur le terrain neutre de Morton Stadium dans le nord de Dublin. Les deux suivantes sur le terrain de Shelbourne FC, Tolka Park.
De 1998 à 2000, la compétition consistait en deux demi-finales qualifiant le vainqueur pour la finale et avec en plus un match pour déterminer la troisième place entre les deux vaincus des demi-finales. En 2001, elle est disputée sous un format de poule unique.
Les équipes qualifiées pour cette compétition étaient celles qualifiées pour les différentes Coupes d’Europe.
| Année | Vainqueur                 | Finaliste                 | Demi-finalistes               |
| ----- | ------------------------- | ------------------------- | ----------------------------- |
| 1998  | Shamrock Rovers           | St. Patrick's Athletic FC | Cork City FC, Shelbourne FC   |
| 1999  | St. Patrick's Athletic FC | Shelbourne FC             | Cork City FC, Bray Wanderers  |
| 2000  | UCD                       | Bohemian FC               | Cork City FC, Shelbourne FC   |
| Année | Vainqueur                 | Deuxième                  | Troisième Quatrième           |
| 2001  | Shelbourne FC             | Bohemian FC               | Cork City FC Longford Town FC |